# Campionat del món de ciclisme en pista de 2021 – Velocitat masculí
La competició de velocitat masculina al Campionat del món de ciclisme en pista de 2021 es va celebrar el 23 i 24 d'octubre de 2021.

## Resultats

### Classificació
La classificaió va començar el 23 d'octubre a les 12:24. Els quatre ciclistes més ben classificats van avançar directament als vuitens de final; i els situats del 5è al 28è lloc van avançar als setzens de final.
| Posició | Nom                          | País                      | Temps  | Diferència | Notes |
| ------- | ---------------------------- | ------------------------- | ------ | ---------- | ----- |
| 1       | Harrie Lavreysen             | Països Baixos             | 9.418  |            | Q     |
| 2       | Nicholas Paul                | Trinitat i Tobago         | 9.421  | +0.003     | Q     |
| 3       | Mikhail Iakovlev             | Federació de Ciclisme rus | 9.499  | +0.081     | Q     |
| 4       | Sébastien Vigier             | França                    | 9.583  | +0.165     | Q     |
| 5       | Mateusz Rudyk                | Polònia                   | 9.641  | +0.223     | q     |
| 6       | Jeffrey Hoogland             | Països Baixos             | 9.666  | +0.248     | q     |
| 7       | Stefan Bötticher             | Alemanya                  | 9.686  | +0.268     | q     |
| 8       | Jair Tjon En Fa              | Surinam                   | 9.707  | +0.289     | q     |
| 9       | Rayan Helal                  | França                    | 9.723  | +0.305     | q     |
| 10      | Daniel Rochna                | Polònia                   | 9.788  | +0.370     | q     |
| 11      | Muhammad Shah Firdaus Sahrom | Malàisia                  | 9.800  | +0.382     | q     |
| 12      | Nick Wammes                  | Canadà                    | 9.808  | +0.390     | q     |
| 13      | Anton Höhne                  | Alemanya                  | 9.834  | +0.416     | q     |
| 14      | Kento Yamasaki               | Japó                      | 9.835  | +0.417     | q     |
| 15      | Joseph Truman                | Regne Unit                | 9.836  | +0.418     | q     |
| 16      | Sándor Szalontay             | Hongria                   | 9.858  | +0.440     | q     |
| 17      | Hamish Turnbull              | Regne Unit                | 9.931  | +0.513     | q     |
| 18      | Pavel Yakushevskiy           | Federació de Ciclisme rus | 9.957  | +0.539     | q     |
| 19      | Kohei Terasaki               | Japó                      | 9.979  | +0.561     | q     |
| 20      | Kevin Quintero               | Colòmbia                  | 9.982  | +0.564     | q     |
| 21      | Juan Peralta                 | Espanya                   | 10.004 | +0.586     | q     |
| 22      | Martin Čechman               | Txèquia                   | 10.029 | +0.611     | q     |
| 23      | Jai Angsuthasawit            | Tailàndia                 | 10.060 | +0.642     | q     |
| 24      | Vasilijus Lendel             | Lituània                  | 10.139 | +0.721     | q     |
| 25      | Juan Ochoa                   | Colòmbia                  | 10.201 | +0.783     | q     |
| 26      | Edgar Verdugo                | Mèxic                     | 10.322 | +0.904     | q     |
| 27      | Norbert Szabo                | Romania                   | 10.375 | +0.957     | q     |
| 28      | Juan Ruiz                    | Mèxic                     | 10.406 | +0.988     | q     |
| 29      | Mitchell Pardal              | Sud-àfrica                | 10.485 | +1.067     |       |
| 30      | Mohamed Elyas Yusoff         | Singapur                  | 10.697 | +1.279     |       |

### Setzens de final
Els setzens de final van començar el 23 d'octubre a les 12:47. El guanyador de cada màniga va avançar als vuitens de final.
| Màniga | Posició | Nom                          | País                      | Diferència | Notes |
| ------ | ------- | ---------------------------- | ------------------------- | ---------- | ----- |
| 1      | 1       | Mateusz Rudyk                | Polònia                   |            | Q     |
| 1      | 2       | Juan Ruiz                    | Mèxic                     | +0.109     |       |
| 2      | 1       | Jeffrey Hoogland             | Països Baixos             |            | Q     |
| 2      | 2       | Norbert Szabo                | Romania                   | +0.084     |       |
| 3      | 1       | Stefan Bötticher             | Alemanya                  |            | Q     |
| 3      | 2       | Edgar Verdugo                | Mèxic                     | +0.142     |       |
| 4      | 1       | Jair Tjon En Fa              | Surinam                   |            | Q     |
| 4      | 2       | Juan Ochoa                   | Colòmbia                  | +0.202     |       |
| 5      | 1       | Rayan Helal                  | França                    |            | Q     |
| 5      | 2       | Vasilijus Lendel             | Lituània                  | +0.238     |       |
| 6      | 1       | Daniel Rochna                | Polònia                   |            | Q     |
| 6      | 2       | Jai Angsuthasawit            | Tailàndia                 | +0.045     |       |
| 7      | 1       | Muhammad Shah Firdaus Sahrom | Malàisia                  |            | Q     |
| 7      | 2       | Martin Čechman               | Txèquia                   | +1.160     |       |
| 8      | 1       | Nick Wammes                  | Canadà                    |            | Q     |
| 8      | 2       | Juan Peralta                 | Espanya                   | +0.161     |       |
| 9      | 1       | Anton Höhne                  | Alemanya                  |            | Q     |
| 9      | 2       | Kevin Quintero               | Colòmbia                  | +0.060     |       |
| 10     | 1       | Kento Yamasaki               | Japó                      |            | Q     |
| 10     | 2       | Kohei Terasaki               | Japó                      | +0.047     |       |
| 11     | 1       | Joseph Truman                | Regne Unit                |            | Q     |
| 11     | 2       | Pavel Yakushevskiy           | Federació de Ciclisme rus | +0.057     |       |
| 12     | 2       | Hamish Turnbull              | Regne Unit                |            | Q     |
| 12     | 1       | Sándor Szalontay             | Hongria                   | +0.072     |       |

### Vuitens de final
Els vuitens de final van començar el 23 d'octubre a les 14:17. El guanyador de cada màniga va avançar als quarts de final.
| Màniga | Posició | Nom                          | País                      | Diferència | Notes |
| ------ | ------- | ---------------------------- | ------------------------- | ---------- | ----- |
| 1      | 1       | Harrie Lavreysen             | Països Baixos             |            | Q     |
| 1      | 2       | Hamish Turnbull              | Regne Unit                | +0.951     |       |
| 2      | 1       | Nicholas Paul                | Trinitat i Tobago         |            | Q     |
| 2      | 2       | Joseph Truman                | Regne Unit                | +0.595     |       |
| 3      | 1       | Mikhail Iakovlev             | Federació de Ciclisme rus |            | Q     |
| 3      | 2       | Kento Yamasaki               | Japó                      | +0.021     |       |
| 4      | 1       | Sébastien Vigier             | França                    |            | Q     |
| 4      | 2       | Anton Höhne                  | Alemanya                  | +0.222     |       |
| 5      | 1       | Mateusz Rudyk                | Polònia                   |            | Q     |
| 5      | 2       | Nick Wammes                  | Canadà                    | +0.059     |       |
| 6      | 1       | Jeffrey Hoogland             | Països Baixos             |            | Q     |
| 6      | 2       | Muhammad Shah Firdaus Sahrom | Malàisia                  | +0.105     |       |
| 7      | 1       | Stefan Bötticher             | Alemanya                  |            | Q     |
| 7      | 2       | Daniel Rochna                | Polònia                   | +0.921     |       |
| 8      | 1       | Rayan Helal                  | França                    |            | Q     |
| 8      | 2       | Jair Tjon En Fa              | Surinam                   | +0.114     |       |

### Quarts de final
Els quarts de final van començar el 23 d'octubre a les 17:52. Les proves es van disputar al millor de tres curses; els guanyadors van anar a les semifinals.
| Màniga | Posició | Nom              | País                      | Cursa 1 | Cursa 2 | Decisió | Notes |
| ------ | ------- | ---------------- | ------------------------- | ------- | ------- | ------- | ----- |
| 1      | 1       | Harrie Lavreysen | Països Baixos             | X       | X       |         | Q     |
| 1      | 2       | Rayan Helal      | França                    | +0.112  | +1.482  |         |       |
| 2      | 1       | Stefan Bötticher | Alemanya                  | +0.772  | X       | X       | Q     |
| 2      | 2       | Nicholas Paul    | Trinitat i Tobago         | X       | +0.009  | +0.037  |       |
| 3      | 1       | Jeffrey Hoogland | Països Baixos             | +0.001  | X       | X       | Q     |
| 3      | 2       | Mikhail Iakovlev | Federació de Ciclisme rus | X       | +0.155  | +0.346  |       |
| 4      | 1       | Sébastien Vigier | França                    | X       | X       |         | Q     |
| 4      | 2       | Mateusz Rudyk    | Polònia                   | +0.101  | +0.852  |         |       |

### Semifinals
Les semifinals van començar el 24 d'octubre a les 13:00. Les proves es van disputar al millor de tres curses; els guanyadors van anar a la final i els perdedors a la cursa per la medalla de bronze.
| Màniga | Posició | Nom              | País          | Cursa 1 | Cursa 2 | Decisió | Notes |
| ------ | ------- | ---------------- | ------------- | ------- | ------- | ------- | ----- |
| 1      | 1       | Harrie Lavreysen | Països Baixos | X       | X       |         | Q     |
| 1      | 2       | Sébastien Vigier | França        | +0.087  | +0.248  |         |       |
| 2      | 1       | Jeffrey Hoogland | Països Baixos | +2.493  | X       | X       | Q     |
| 2      | 2       | Stefan Bötticher | Alemanya      | X       | +0.096  | +0.085  |       |

### Final
Les finals van començar el 24 d'octubre a les 14:27. Les proves es van decidir al millor de tres curses.
| Posició                        | Nom              | País          | Cursa 1 | Cursa 2 | Decisió |
| ------------------------------ | ---------------- | ------------- | ------- | ------- | ------- |
| Cursa per la medalla d'or      |                  |               |         |         |         |
| 1                              | Harrie Lavreysen | Països Baixos | X       | X       |         |
| 2                              | Jeffrey Hoogland | Països Baixos | +0.152  | +0.178  |         |
| Cursa per la medalla de bronze |                  |               |         |         |         |
| 3                              | Sébastien Vigier | França        | X       | +0.035  | X       |
| 4                              | Stefan Bötticher | Alemanya      | REL     | X       | +0.044  |